# Sandra Tapia Díaz
Sandra Tapia Díaz (* 1983 in Celrà) ist eine spanische Filmproduzentin.

## Karriere
Tapia Díaz wuchs im spanischen Celrà auf. Mitte der 2000er Jahre machte sie ein Praktikum beim Produktionsunternehmen Arcàdia Motion Pictures, bei dem sie seither arbeitet. Ihre erste Produktion war 2009 Màscares. Danach arbeitete sie eng mit dem spanischen Produzenten Ibón Cormenzana zusammen, mit dem sie über 20 Filme produzierte. Bereits ihre Filme Mediterráneo und Wie wilde Tiere wurden vielfach ausgezeichnet. Ähnlich verhielt es sich mit dem Animationsfilm Robot Dreams von 2023 in Zusammenarbeit mit Pablo Berger. Hierfür wurde sie 2024 für einen Oscar in der Kategorie Bester Animationsfilm nominiert.

## Filmografie (Auswahl)
- 2009: Màscares
- 2012: Blancanieves
- 2014: Aloft
- 2015: Oliver’s Deal
- 2016: Rumbos
- 2016: Quatretondeta
- 2016: Realive
- 2017: Abracadabra
- 2018: Kilian Jornet: Path to Everest
- 2018: Viaje al cuarto de una madre
- 2018: Der Baum des Blutes
- 2018: Alegría, tristeza
- 2019: Madre
- 2020: La maldicíon del guapo
- 2020: All the Moons
- 2021: Mediterráneo
- 2022: Beyond the Summit – Am Gipfel des Annapurna
- 2022: Wie wilde Tiere
- 2022: Un novio para mi mujer
- 2022: El Suplente
- 2023: Robot Dreams
- 2023: Körper in Flammen (Miniserie)
- 2024: Los pequeños amores
- 2024: El bus de la vida
- 2024: ¿Es el enemigo? La película de Gila
- 2024: Desmontando un elefante

## Auszeichnungen (Auswahl)
- 2022: Goya-Nominierung in der Kategorie Bester Film für Mediterráneo
- 2022: CinEuphoria Award in der Kategorie Bester Iberischer Film für Mediterráneo
- 2022: Premis-Gaudí-Nominierung in der Kategorie Bester Nicht-Katalanischer Film für Mediterráneo
- 2023: Feroz Award in der Kategorie Bestes Drama für Wie wilde Tiere
- 2023: Goya in der Kategorie Bester Film für Wie wilde Tiere
- 2024: Feroz Award in der Kategorie Beste Komödie für Robot Dreams
- 2024: Premis Gaudí in der Kategorie Bester Film für Robot Dreams
- 2024: Goya in der Kategorie Bester Film für Robot Dreams
- 2024: Oscar-Nominierung in der Kategorie Bester Animationsfilm für Robot Dreams
- 2025: Premis-Gaudí-Nominierung in der Kategorie Bester Nicht-Katalanischer Film für Los pequeños amores